# Урсини, Ян
Ян Урсини (словац. Ján Ursíny; 1896 — 1972) — чехословацкий политик и государственный деятель, использовал псевдоним Ivan Poddriensky.

## Биография
Родился 11 октября 1896 года в местечке Ракша, ныне Словакия, в семье Ján Ursíny и его жены Mária Poloncová.
С двадцати лет начал участвовать в аграрном движении, которое представлял в качестве депутата парламента Чехо-Словацкой республики (словац. Česko-Slovenská republika) от Аграрной партии. На парламентских выборах 1935 году получил место в Национальном собрании. После того как в 1935 году Милан Годжа стал премьер-министром страны, он поддержал создание Яном Урсини комитета словацкой коалиции депутатов, ставшего его председателем. Представлял Аграрную партию, выступал против политики некоторых членов Глинковой словацкой народной партии. 
В 1938 году принимал участие в разработке Жилинского соглашения (словац.  Žilinské dohody) в качестве единой платформы словацких партий в пользу автономии, и был одной из сторон, подписавших его окончательный вариант. В палате общин Урсини работал до роспуска парламента в марте 1939 года, после чего примкнул к Глинковой словацкой народной партии, которая объединила словацких националистов.
За выступления в поддержку Словацкой республики был арестован и заключен в тюрьму. После освобождения стал одним из инициаторов и непосредственных организаторов Словацкого национального восстания. В декабре 1943 года был одним из участников соглашения Vánoční dohoda, объединившего коммунистическое и партизанское движения. 
29 августа 1944 с представителями Словацкого национального совета, вместе с Ладиславом Новомеским, участвовал в переговорах в Лондоне с руководством Чехословацкого правительства в изгнании. В 1944 году участвовал в создании Демократической партии, на съезде которой 17 сентября 1944 года был избран её председателем (почетным председателем стал Вавро Шробар), затем был вице-спикером. В феврале-апреле 1945 года Ян Урсини работал на посту министра сельского хозяйства и земельной реформы. В 1945—1946 годах был депутатом Словацкого национального совета, а также членом Временного Национального собрания Демократической партии. 
В парламенте работал до Парламентских выборов 1946 года, после чего стал членом Учредительного национального собрания, работал по 1948 год, занимая и другие государственные должности в правительствах Зденека Фирлингера и Клемента Готвальда.
Затем, после Февральских событий в Чехословакии, Урсини был обвинен за участие в Глинковой словацкой народной партии и за связи с Чешским правительством в изгнании. Против него было возбуждено уголовное дело, политик был арестован и осуждён на семь лет. На свободу был выпущен в 1953 году. В 1964 году был реабилитирован Верховным судом Чехословакии. 
Умер 8 января 1972 года на своей родине.
Был награждён орденом чехословацким Словацкого национального восстания I-го класса, чешским орденом Томаша Гаррига II-го класса (посмертно), а также Большим крестом ордена Возрождения Польши.